# Raymond Clare Archibald

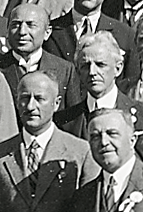
De gauche à droite, derrière : Julius Wolff, Raymond Clare Archibald ; devant : Stefan Straszewicz, Henri Fehr, à l'ICM 1932

Raymond Clare Archibald (7 octobre 1875-26 juillet 1955) est un éminent mathématicien canado-américain. Il est connu comme historien des mathématiques, comme éditeur de revues mathématiques et pour ses contributions à l'enseignement des mathématiques.

## Biographie
Raymond Clare Archibald naît à South Branch, Stewiacke, en Nouvelle-Écosse, le 7 octobre 1875. Il est le fils d'Abram Newcomb Archibald (1849-1883) et de Mary Mellish Archibald (1849-1901). Il est un cousin éloigné du célèbre astronome et mathématicien canado-américain Simon Newcomb.
Archibald finit ses études supérieures en 1894 au Mount Allison College avec un diplôme de Bachelor of Arts en mathématiques et un certificat d'enseignement en violon. Après avoir enseigné les mathématiques et le violon pendant un an au Mount Allison Ladies' College, il se rend à Harvard où il obtient un diplôme de Bachelor of Arts en 1896 et un de Master of Arts en 1897. Il voyage ensuite en Europe où il fréquente l'université Humboldt de Berlin en 1898 et soutient une thèse de doctorat avec félicitations du jury à l'université de Strasbourg en 1900 sous la direction de Karl Theodor Reye, intitulée The Cardioide and Some of its Related Curves. Il passe ensuite un an à la Sorbonne.
Il revient au Canada en 1900 et enseigne les mathématiques et le violon au Mount Allison Ladies' College jusqu'en 1907. Après un contrat d'un an à l'Université Acadia, il accepte une invitation à rejoindre le département de mathématiques de l'université Brown. Il reste alors à Brown jusqu'à la fin de sa carrière, devenant professeur émérite en 1943. C'est là qu'il crée l'une des plus belles bibliothèques mathématiques du monde.
Archibald retourne à Mount Allison en 1954 et devient conservateur de la bibliothèque Mary Mellish Archibald, bibliothèque qu'il avait fondée en 1905 en l'honneur de sa mère. À sa mort, la bibliothèque contient 23 000 volumes, 2 700 disques et 70 000 textes de poésie et de théâtre américains et anglais.
Raymond Clare Archibald est un historien des mathématiques de renommée mondiale qui s'est toujours préoccupé de l'enseignement des mathématiques dans le secondaire. Lors de la présentation de son portrait à l'université Brown, le directeur du département de mathématiques, Clarence Raymond Adams (en) dit de lui :
« The instincts of the bibliophile were also his from early years. Possessing a passion for accurate detail, systematic by nature and blessed with a memory that was the marvel of his friends, he gradually acquired a knowledge of mathematical books and their values which has scarcely been equalled. This knowledge and an untiring energy he dedicated to the upbuilding of the mathematical library at Brown University. From modest beginnings he has developed this essential equipment of the mathematical investigator to a point where it has no superior, in completeness and in convenience for the user. »
« Il a ressenti les instincts du bibliophile dès sa jeunesse. Passionné du détail pertinent, systématique par nature et doté d'une mémoire qui émerveillait ses amis, il a peu à peu acquis une connaissance des livres de mathématiques et de leur valeur qui n'a guère d'égale. Cette connaissance et son énergie infatigable, il les a consacrées à la construction de la bibliothèque mathématique de l'université Brown. Partant de débuts modestes, il a développé cet équipement essentiel pour le chercheur en mathématiques au point que la bibliothèque n'a plus d'égale, en termes d'exhaustivité et de commodité pour l'utilisateur. »

## Honneurs
Archibald a reçu des diplômes honorifiques de l'université de Padoue (LL. D., 1922), de l'Université Mount Allison (LL. D., 1923) et de l'université Brown (MA ad eundem, 1943).
- Membre de l'Association américaine pour l'avancement de la science (1906) ;
- membre de la Deutsche Mathematiker-Vereinigung (1908) ;
- membre de la Société mathématique d'Édimbourg (1909) ;
- membre de la Mathematical Association (en) (Angleterre) (1910) ;
- membre de la Société Mathématique de France (1911) ;
- membre de la London Mathematical Society (1912) ;
- membre fondateur de la Mathematical Association of America (1916) ; élu président en 1922[7] ;
- Fellow de l'Académie américaine des arts et des sciences (1917) ;
- bibliothécaire de l'American Mathematical Society (1921-1941) ;
- membre du Circolo Matematico di Palermo (1922) ;
- membre fondateur de l'Unione Matematica Italiana (1924) ;
- membre fondateur de la History of Science Society (1924) ;
- membre honoraire de la Société des sciences, Cluj, Roumanie (1929) ;
- membre honoraire étranger de la Masarykova Akademie Prace, Prague, Tchécoslovaquie (1930) ;
- membre effectif de l'Académie internationale d'histoire des sciences (1931) ;
- membre étranger honoraire de la Société mathématique de Pologne (1934) ;
- membre honoraire du musée du Nouveau-Brunswick (1946) ;
- membre honoraire de la Mathematical Association (en) (Angleterre) (1949).

## Responsabilités éditoriales
- Rédacteur associé du Bulletin of the American Mathematical Society (1913-1920)
- Rédacteur en chef de The American Mathematical Monthly (1919-1921) ; rédacteur associé (1918-1919)
- Rédacteur associé de la Revue semestrielles des publications mathématiques (1923-1934)
- Rédacteur associé d'Isis (1924-1948)
- Rédacteur associé de Scripta Mathematica (1932-1949)
- Fondateur et éditeur de la revue Mathematical Tables and Other Aids to Computation (1943-1949)
- Cofondateur et éditeur de la revue Eudemes

## Publications choisies
La bibliographie d'Archibald contient plus de 1000 références. Il a contribué à plus de vingt revues différentes, mathématiques, scientifiques, éducatives et littéraires. Voici les livres dont il est l'auteur :
- The Cardioide and some of its related curves (Inaugural-Dissertation der mathematischen und naturwissenschaftlichen Facultät), Kaiser-Wilhelms-Universität Strassburg, 1900 (lire en ligne)
- Carlyle's First Love : Margaret Gordon, Lady Bannerman, London, John Lane the Bodley Head, 1910 (ISBN 9780659913456, lire en ligne)
- Raymond C. Archibald, Euclid's Book on Divisions of Figures (περὶ διαιρέσεων βιβλίον) : with a restoration based on Woepcke's text and on the Practica geometriae of Leonardo Pisano, Cambridge University Press,‎ 1915 (ISBN 9780659914057, lire en ligne)
- The Training of Teachers of Mathematics for the Secondary Schools of the Countries Represented in the International Commission on the Teaching of Mathematics, Washington, U.S. Government Printing Office, 1918 (lire en ligne)
- Benjamin Peirce, 1809–1880 : Biographical Sketch and Bibliography, Oberlin, Mathematical Association of America, 1925, iv+30 p. (lire en ligne)
- Bibliography of Egyptian and Babylonian Mathematics, Plandome Press, 1929, 22 p. (présentation en ligne)
- Outline of the History of Mathematics, Mathematical Association of America, 1931
- Outline of the History of Mathematics, The Lancaster Press, 1932
- Bibliography of the Life and Works of Simon Newcomb, Ottawa, J. Hope and & Sons, coll. « From the Transactions of the Royal Society of Canada », 1932 (1re éd. 1905) (lire en ligne)
- A Semicentennial History of the American Mathematical Society, 1888–1938, American Mathematical Society, 1938 (ISBN 978-0-8218-0128-4)
- Mary Mellish Archibald Memory Library Guide for Students and Scholars, Mount Allison University, 1935-1946
- Mathematical Table Makers : portraits, paintings, busts, monuments – bio-bibliographical notes, vol. 3, New York, Scripta Mathematica, coll. « The Scripta Mathematica studies », 1948, 82 p. (lire en ligne)
- Jakob Steiner : Geometrical Constructions with a Ruler : Given a fixed circle with its center  (trad. Marion Elizabeth Stark), vol. 4, New York, Scripta Mathematica, coll. « The Scripta Mathematica studies », 1950[9].
- Historical Notes on the Education of Women at Mount Allison, 1854–1954, Sackville, Mount Allison University, 1954
- Felix Klein : Famous problems of elementary geometry: the duplication of the cube, the trisection of an angle, the quadrature of the circle  (trad. Wooster Woodruff Beman et David Eugene Smith), New York, Dover Publications, 1956
- « Time as a Fourth Dimension », Bulletin of the American Mathematical Society,‎ 1914, p. 409-412 (lire en ligne)

## Biographies
- Biographisch-Literarisches Handwörterbuch zur Geschichte der Exacten Wissenschaften Enthaltend Nachweisungen über Lebensverhältnisse und Leitstunger von Mathematikern, Astronomen, Physikern, Chemikern, Mineralogen, Geologen usw. aller Völker und Zeiten ("Poggendorff"), 1904/1922 and 1923/1931
- American Men of Science, 1905 through 1955
- The Canadian Men and Women of the Time, 1912
- Who's Who in Science, International, 1913
- Who's Who in America, 1914/1915 through 1954/1955
- Who's Who, 1922 through 1955
- Encyclopædia Britannica, 1929
- Who's Who in American Education, 1935/1936, with portrait
- The Compendium of American Genealogy, First Families of America, 1937
- The Canadian Who's Who, 1937/1938 though 1952/1954
- Who's Who in New England, 1916, 1938, 1948
- The National Cyclopaedia of American Biography, 1938
- Who's Who Among North American Authors, 1927/1928 though 1936/1940
- Leaders in Education: A Biographical Directory, 1941
- Directory of American Scholars. A Biographical Directory, 1942
- Who's Who in the East, 1948 through 1953
- World Biography, 1948 and 1954
- The Author's & Writer's Who's Who, 1949
- Who knows, and what, among authorities, experts, and the specially informed, 1949
- The International Who is Who in Music, 1951
- The New Century Cyclopedia of Names, 1954
- Who Was Who. 1951–1960, 1964
- Who Was Who in America. 1951–1960, 1964.
- International Personal Bibliographie, 1800—1943
- Enciclopedia Universal Ilustrada Europeo-Americana, Madrid, 1905—1930
- Internationale Bibliographie der Zeitschriftenliteratur aus allen Gebieten des Wissens
- A Bio-Bibliographical Finding List of Canadian Musicians
- Isis Cumulative Bibliography
- MacTutor
- Harvard College Class of 1896. Fiftieth Anniversary Report, 1946